# Usina Hidrelétrica de Marmelos

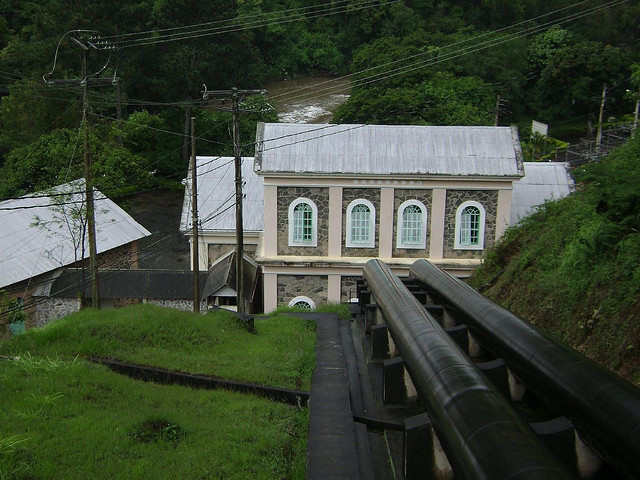
Visão parcial da usina em 2007.

Usina Hidrelétrica de Marmelos foi a primeira grande usina hidrelétrica da América do Sul, inaugurada em Juiz de Fora, Minas Gerais, no ano de 1889.
O empreendimento foi idealizado por Bernardo Mascarenhas, importante industrial de Juiz de Fora, fundador da Companhia Mineira de Eletricidade em 1888. A Usina de Marmelos foi projetada para atender não apenas as indústrias de tecidos do empresário, mas também para fornecer eletricidade à iluminação pública da cidade, antes alimentada a gás.
A usina está localizada no Rio Paraibuna, às margens da Estrada União e Indústria, outro importante marco da engenharia no Brasil no século XIX. O pioneirismo valeu a Juiz de Fora o título de "Manchester Mineira".
A crescente demanda por energia levou sucessivas expansões da usina, que atualmente conta com uma potência instalada de 4 MW, sendo portanto uma PCH (Pequena Central Hidrelétrica), conforme a classificação adotada pela ANEEL atualmente.
A Companhia Energética de Minas Gerais adquiriu a hidrelétrica em 1980. Em 1983, a Usina de Marmelos foi tombada pelo patrimônio municipal de Juiz de Fora e transformada em espaço cultural. Foi instalado na edificação da usina o Museu de Marmelos Zero, que desde 2000 é administrado pela Universidade Federal de Juiz de Fora.

## Antecedentes
A cafeicultura trouxe prosperidade a Juiz de Fora, e a as grandes fazendas de café tornaram-se a base da economia local. Isso atraiu novos investimentos para a cidade, como a Estrada União e Indústria, construída por Mariano Procópio Ferreira Lage e pela Companhia União Indústria e inaugurada em 1861. As obras da rodovia trouxeram consigo a mão de obra qualificada dos imigrantes que, após a conclusão da União e Indústria, passaram a participar do progresso industrial do município, que começara a desenvolver suas primeiras fábricas.
O empreendedor Bernardo Mascarenhas adquire então um terreno às margens do Rio Paraibuna e da estrada, onde pretendia estabelecer uma indústria de tecidos. Ele acabaria construindo a Companhia Têxtil Bernardo Mascarenhas próximo à Estação Ferroviária, local mais propício para o escoamento da produção, destinando o terreno perto do rio a outro projeto: conseguir uma fonte de energia elétrica para seus empreendimentos, então movidos à base de querosene.
Em 1886, Mascarenhas e o banqueiro Francisco Batista de Oliveira recebem aprovação do município para explorar a Cachoeira dos Marmelos para produção elétrica. O projeto foi então integrado à Companhia Mineira de Eletricidade, fundada por Mascarenhas em 1888 e responsável agora pela construção da nova usina.

## Construção e equipamentos
A construção teve início em fevereiro de 1889, com uma pequena edificação em alvenaria de tijolos maciços aparentes, embasamento de pedra, telhas francesas e beirais ornamentados por lambrequim sendo erguida às margens do Rio Paraibuna, próximo à Estrada União e Indústria. O projeto da usina foi feito pela pela firma americana Max Nothman & Co., e os equipamentos necessários para seu funcionamento importados da Westinghouse.
A geração de energia teve início em agosto de 1889, e no mês seguinte, em 5 de setembro, a usina foi inaugurada.
Marmelos era guarnecida por uma barragem de 51 metros de largura e 2,4 de comprimento, que desviava água em um canal no banco sudoeste do rio, no curso da construção. A princípio, a usina utilizava dois geradores de 125 kW que operavam alternadores monofásicos em uma frequência de 60 hertz. No ano seguinte, a hidrelétrica fornecia energia a 180 lampadas. Com o passar do tempo, um terceiro gerador foi adicionado à usina, que passou a fornecer energia a mais de 700 lâmpadas e contribuir em projetos industriais e de utilidade pública.

## Fim das operações
A Marmelos Zero foi descontinuada em 1896 com o surgimento de novas hidrelétricas como a Marmelos I, IA e II, mais modernas e com capacidade de explorar melhor a cachoeira. A Marmelos I foi também descontinuada, enquanto a IA e II continuaram a operar com uma capacidade de 4 MW.

## Transformação em museu
Em 1980, a CEMIG adquiriu a hidrelétrica, reformando-a. Foi reaberta como museu em 1983, que a partir de 2000 passou a ser mantido pela Universidade Federal de Juiz de Fora. Além das construções de época, o local abriga instrumentos de levantamento topográfico, fotos, máquinas de escrever e o livro de contabilidade da Companhia Mineira de Energia.